# うらやましいテレビ
『うらやましいテレビ』（T.V. OF TOMORROW、1953年6月6日）は、アメリカ合衆国の映画会社に所属していたアニメーター、テックス・アヴェリーによって制作された作品のひとつ。

## スタッフ
- 監督 - テックス・アヴェリー
- 製作 - フレッド・クインビー
- 原画 - ロバート・ベントレー、ウォルター・クリントン、マイケル・ラー、レイ・パターソン、グラント・シモンズ
- 脚本 - ヘック・アレン
- 音楽 - スコット・ブラッドリー

## 作品内容
この作品は未来のテレビを予測したもので、かなり便利なテレビが登場する。時代の変化を思わせられる作品でもある。なお、当時はアメリカ合衆国でカラー放送が始まる前年であり、登場するテレビのほとんどはモノクロである。
作品は「どこにでもある静かな町。ある時、平和な家庭を乱す者が現れた。それはテレビだ。」という説明から始まる。
作品に登場する便利なテレビを挙げてみると
- 食事の時にテレビの前から主人を引っ張り出す必要が無いテレビ（つまりキッチンと一体化したテレビ）
- 飛行機が原因のゴースト障害を解消（機関砲内蔵で飛行機を撃ち落とし家に墜落させる）
- 沢山付いて煩雑だったつまみが1つになり、1つのつまみに多数の機能が集約される
- 滝のシーンになると水が出せるテレビ
- ライター型のテレビは火事のシーンで火が出せる
- 雨の画面ではワイパーで画面を拭く
- 深夜番組用のフクロウ型スタンド
- 中に技術者が入っている完全サービスのテレビ
- 勝手にチャンネルを変えるお客さんを拳銃で撃つ
- アンテナを外に出さない
- 洗濯機とテレビをオールインワン化（しかしそのせいで左右に画面が揺れる）
- トランプゲームに役立つテレビ（テレビの登場人物のディーラーが、実際にトランプを配ってくれる）
- お風呂中に裸のままテレビを見ている時に、テレビの中の登場人物を後ろ向きにできる
- コマーシャルの内容をディスポーザーで捕る
- 釣りに行けないビジネスマン向けのテレビは釣りができる
- 競馬中継を写すテレビの下に販売員がいて、馬券が買える
- ラスベガス型（スロットマシン）は一部地域でしか販売を認められない
- 画面に美女が映っているが下半身が見えない時、下の別画面で美女の下半身を映す

以上、未来予測は実現不可能なものばかりである（もちろん、笑いを取る目的であり、真面目な未来予測ではない）。もっともテレビで競馬中継を見ながらの馬券購入は、テレビの中に販売員が入っている訳ではないが、ネットにより実現している。またゴースト障害はテレビ放送のデジタル化によって解消された。
また、便利なテレビという訳ではないが、カラーテレビを買ってもローンをまだ半分しか払っていないため、右半分はモノクロの画面のままという描写がある。これは、翌年からカラー放送が開始される予定であるが、カラーテレビが非常に高価な事。またカラーテレビを買っても、カラーで放送される番組が少ないであろう事を揶揄している。このネタは、モノクロテレビで観た場合においては理解できないものであるが、この作品は映画であり、そのような事情は考慮されていない。あるいは、モノクロが一般的なテレビに対して、カラーが一般的な映画の優位性を描写しているともいえる。
このほか、特定の人用の変な形のテレビが登場する。
- 藪睨みの人用の画面が細長いテレビ
- 覗き好きな人用の鍵穴型画面のテレビ
- ケチな人用の懐中電灯型テレビ
- 独り者用のネックラインが開いた形の画面のテレビ

また、テレビの普及に伴う弊害が痛烈に風刺されている。
- テレビを見ていて目が飛び出す人
- テレビの放送内容によって現実のイメージが変になる
- テレビの普及により落ち着きがなくなった人
- テレビを中心に建てられた家（ベッド・バスタブ・洗面台等が全て1台のテレビの見える場所にある）
- 一日中テレビに熱中し、目を赤くはらした人々
- 価値観（放送内容）の画一化
  - どのチャンネルを回しても「西部劇」の似たような場面しか出てこない。
  - テレビ放送と大差がなくなり、差別化ができなくなった映画(これも「西部劇」)。
  - 人類が最初に目撃した火星のテレビ番組も「西部劇」。
- 床屋がテレビを見ながら散髪したところ、客ではなく店員の髪を切っていた

テレビ放送の技術は着実に進歩するが、その一方で視聴者の価値観は画一化され、結果的に陳腐な放送内容となってしまう。もっとも映画もまた画一化しているという描写は、映画である本作品がテレビを一方的に批判するものではないという配慮が見られる。また現実にはアメリカ合衆国におけるテレビ放送は、ケーブルテレビ・衛星放送の普及とデジタル化により、多チャンネルへと推移していき、本作品で描写された「どのチャンネルを回しても同じような場面」とは、全く逆の方向に発展している。